# Csang-o

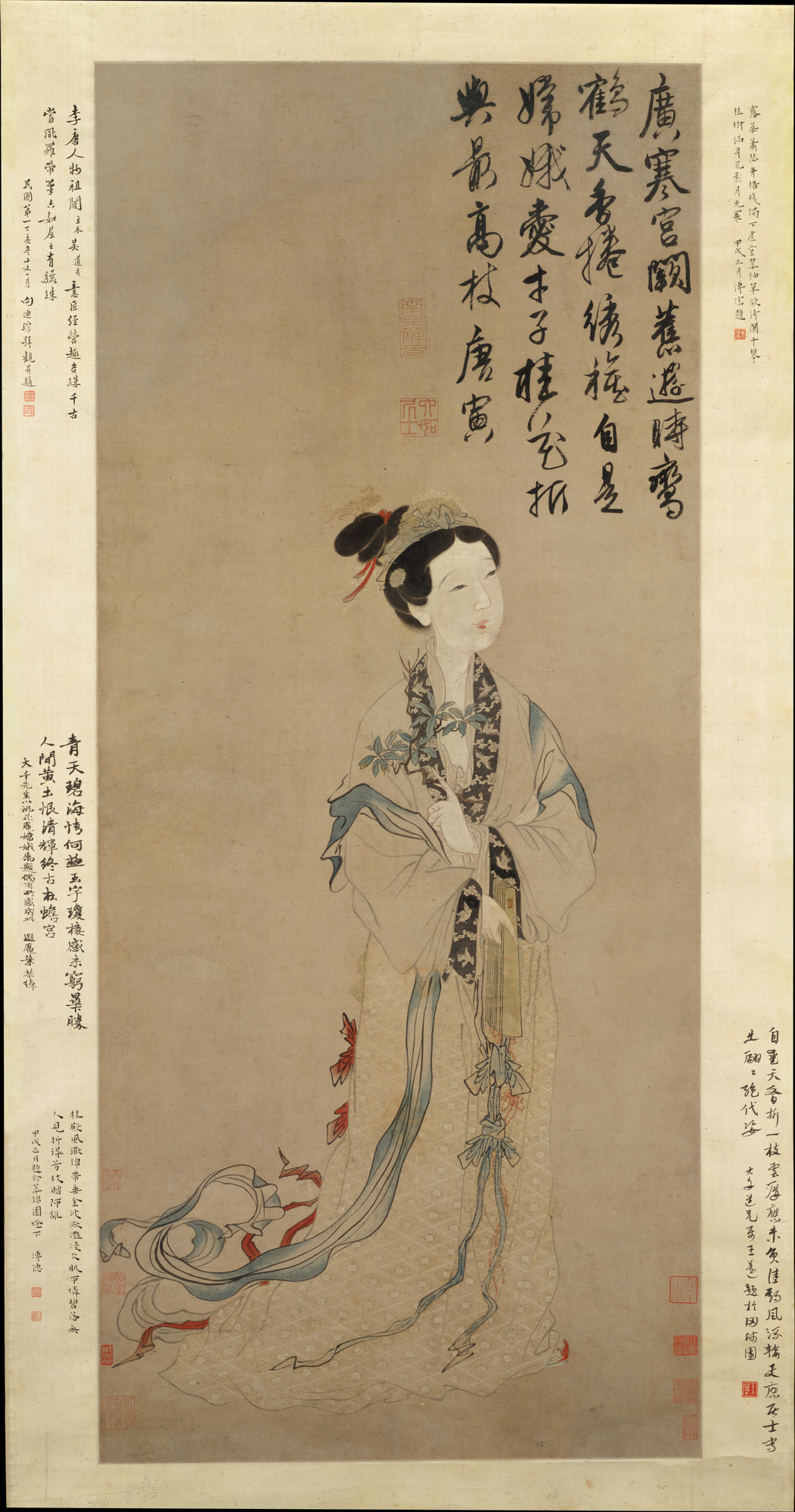
Csang-o (Chang'o)t ábrázoló festmény

Csang-o (Chang'e) holdistennő az ókori kínai mitológiában, a mesteríjász Hou-ji (Houyi) felesége.

## Alakja és története
Az i. e. 2. században íródott Huaj-nan-ce (Huainanzi)ban olvashatók szerint Csang-o (Chang'e) férje, Hou-ji (Houyi) Hszi-vang-mu (Xiwangmu)tól, ajándékba kapott az örökéletet biztosító varázslatos elixírből, amit Csang-o (Chang'e) titokban, egyedül bevett, és menten a Holdra repült. Megjegyzendő, hogy ebben a szövegben Heng-o (Heng'e) 姮娥 néven említi a szerző. Feltehetően még az időszámítás kezdete körüli időkben kialakulhatott az az elképzelés, hogy Csang-o (Chang'e) a Holdon egy háromlábú békává, az úgy nevezett csan-csu (zhanzhu)vá (蟾蜍) változott, és egy mozsárban az örökélet elixírjét őröli. A későbbi általános elképzelés szerint Csang-oval (Chang'evel) együtt a Holdon lakik még a fehér színű „jáde-nyúl” (jü-tu (yutu) 玉兔) is.
Egyes kutatók elképzelhetőnek tartják, hogy Csang-o (Chang'e) alakjának előképe Csang-hszi (Changxi), a Hold ősi istennője lehetett.

## Hatása
A kínai űrkutatás a Hold feltérképezését célzó programját a holdistennő után Csang-o-programnak nevezte el. E program keretében 2007. október 24-én bocsátották fel a Csang-o–1-et, amely 16 hónapon át keringett a Hold körül és szolgáltatott adatokat róla. Az istennő nevét viselő harmadik űrszonda, a Csang-o–3 pedig 2013. december 2-án már sikeresen le is szállt a Hold felszínére, és ott a holdfelszín vizsgálatára elindította a „jáde-nyúl” (jü-tu (yutu)) nevet viselő rovert.